# Розен, Георг Густав фон
Барон Георг Густав фон Ро́зен (нем. Georg Gustav Reichsfreiherr von Rosen auf Raiskum und Schönangern; 1651—1737) — лифляндский дворянин из рода Розен, военачальник нескольких армий, русский генерал-поручик (1703), участник Северной войны.

## Биография
Сын полковника шведской армии, выехал 17-ти лет из Риги во Францию и начал службу простым солдатом. За 4 года дослужился до чина капитана от кавалерии, перешёл на службу к датскому королю, также служил 4 года, участвовал в войне против турок, через 2 года стал майором, ещё через 2 года — подполковником, через год — полковником кавалерии. Пробыв полковником 4 года, бригадиром год и генерал-майором ещё 4 года, он воспользовался окончанием войны с Турцией и поселился в своих поместьях в Силезии близ Бреслау. Возведен в баронство Грамотой Римского императора Леопольда I 21 марта 1693 года.
С началом войны против Франции командирован императором к курфюрстам, графам и вольным баронам с приглашением принять участие в новой войне. Вернувшись в Прагу, удостоился от папы Римского Креста Христа, после чего вернулся в свои поместья.
Здесь в начале 1703 года его посетил И. Р. Паткуль, который заключил с ним договор о найме на службу к русскому царю Петру I. Этот устный договор был подтверждён князем Г. Ф. Долгоруковым, после чего фон Розен 12 августа 1703 года прибыл в Москву и получил от Петра чин генерал-поручика от кавалерии. Уже в декабре 1703 года направлен в Европу для набора новых офицеров для русской армии. Прибыл в Вену в феврале 1704 года, после чего в июле 1704 года вернулся в Киев с группой офицеров. Всего фон Розен набрал для русской службы:
- 2 полковников: граф фон Шауенбург (с обещанием должности полковника драгунского полка и чина генерал-майора) и Феликс фон Везник
- 6 подполковников: А. Дюмон, барон фон Миллен-Фельзен, фон Рейфенгольц, Повер-де-Кильбозан, фон Цорнсдорф и барон фон Фихтенхаймб.
- майор барон фон Браун
- 19 капитанов, 8 поручиков, 5 прапорщиков[2].

24 мая 1705 года прибыл в действующую армию генерал-фельдмаршала Б. П. Шереметева с приказом Петра I дать ему драгунский полк. Однако до открытия вакансий осуществлял общее командование русскими драгунскими полками в Курляндии, сражался при Гемауертгофе, после гибели в этом сражении полковника С. И. Кропотова стал шефом его полка. После захвата Митавы назначен старшим генералом завоеванной крепости.
После ухода главной русской армии к Гродно в сентябре 1705 года оставлен фактическим правителем Курляндии (до весны 1706 года, когда вынужден был оставить страну). Конфликтовал со своим подчинённым генералом Р. Х. Бауром (в отношении поблажек, которые Розен давал курляндскому дворянству в деле обеспечения русской армии); к этому времени относятся подозрения Розена в измене.
Летом 1706 года отправился в Польшу в составе корпуса А. Д. Меншикова, однако «будучи в подпитии», вступил в спор и «поколол» другого генерал-поручика русской кавалерии К. Э. Ренне. При разборе оказалось, что оба виноваты, причём Ренне «лежит, но скоро будет здоров», а Розен был взят под стражу и направлен в Киев. Меншиков предложил Петру отправить Розена «за море, понеж нам в нем малая потребность», однако Пётр не согласился. Розен содержался под стражей до зимы 1707 года, после чего направлен в Архангельск командовать полками.
Оставил русскую службу после 1708 года.
Умер 28 декабря 1737 года в Вене.